# Okhota na lis
Okhota na lis (russisk: Охота на лис) er en sovjetisk spillefilm fra 1980 af Vadim Abdrasjitov.

## Medvirkende
- Vladimir Gostjukhin som Viktor Belov
- Irina Muravjova som Marina Belova
- Igor Nefjodov som Vladimir Belikov
- Dmitrij Kharatjan som Kostja Stryzjak
- Alla Pokrovskaja som Olga Sergejevna